# Dicranoptycha winnemana
Dicranoptycha winnemana là một loài ruồi trong họ Limoniidae. Chúng phân bố ở miền Tân bắc.